# 光岳寺 (野田市)
光岳寺（こうがくじ）は、千葉県野田市にある浄土宗の寺院。

## 概略と沿革
1590年（天正18年）、関宿藩初代藩主松平康元の開基である。康元の母於大の方の孝養を尽くすべく建てられた。
創建当初の寺名は「弘経寺」であったが、関宿周辺には当時「弘経寺」という同名の寺が四つもあることから、徳川家康より於大の方の戒名「傳通院殿蓉誉光岳智香大禅定尼」から「光岳寺」に改めるよう沙汰があり、改名した。於大の方は伝通院に葬られたが、当寺には御歯骨と位牌が納められている。

## 交通アクセス
- 朝日バス納屋バス停留所で下車。